# Dichromia mollis
Dichromia mollis är en fjärilsart som beskrevs av Swinhoe 1891. Dichromia mollis ingår i släktet Dichromia och familjen nattflyn. Inga underarter finns listade i Catalogue of Life.